# Sofía Crespo Madrid
Andrea Sofía Crespo Madrid (Valencia, 1995), más conocida como Sofía Crespo Madrid, es una poeta, traductora y editora venezolana afincada en España. Entre los reconocimientos con los que ha sido galardonada, destaca su puesto de finalista en el III Concurso Nacional de Poesía Joven Rafael Cadenas 2018, así como el de Mención Honorífica en la edición IX del mismo galardón (2024). 

## Trayectoria
Crespo Madrid es graduada en Filología Hispánica por la Universidad de Salamanca. En esta misma institución obtendría una beca de colaboración, durante el curso 2017-2018, en el Departamento de Literatura Española e Hispanoamericana, especializándose en la obra del poeta Rafael Cadenas. Posteriormente, cursó el Máster del Profesorado en la Universidad Complutense de Madrid, en la especialidad de Lengua y Literatura.
Entre 2015 y 2017 colaboraría en la revista Canibalismos en calidad de editora. Asimismo, es miembro del espacio Escritores Cordillera, proyecto de archivo que reúne a las voces más destacadas de la literatura venezolana actual. En 2018 publicó su primer poemario, Tuétano (Fundación La Poeteca, 2018; versión bilingüe en 2020, sello Ojos de Sol). Ayes del destierro fue su segundo poemario, editado bajo el sello Libero, en 2021. En 2024 publica Aunque me extinga (editorial Candaya), con prólogo de la también escritora Aida González Rossi. Se incluye su poesía en antologías como Última poesía crítica. Jóvenes poetas en tiempos de colapso (coord. por Alberto García-Teresa y David Trashumante, ed. Lastura, 2023); Matria Poética: una antología de poetas migrantes (coord. por Yeison F. García López, ed. La Imprenta, 2023); entre otras.
También colaboró con la editorial Libero en calidad de traductora, vertiendo del portugués al castellano las obras Todo tocar es una canción de Carla Carbatti (Libero, 2022) así como También nosotras guardamos piedras y Nadine de Luiza Romão (Libero, 2024), con la ayuda del Programa de Apoio à Tradução — Fundação Biblioteca Nacional de Brasil.
La poesía de Crespo Madrid ha sido galardonada en distintos concursos literarios. Recibió el tercer puesto en el XVII Certamen de Jóvenes Creadores del Ayuntamiento de Salamanca (2016); ha sido finalista en el Concurso «Al aire de tu vuelo» de la Feria Internacional del Libro Universitario (FILUNI), organizada por la Universidad Nacional Autónoma de México y la Universidad de Salamanca (2017); así como en el  III Concurso Nacional de Poesía Joven Rafael Cadenas 2018. En 2024 recibe una mención honorífica en la edición IX del mismo galardón.
Su obra ha aparecido en diversas revistas y magazines culturales como Zenda, Revista Aullido, Revista Mercurio, o Revista Casapaís. Asimismo, se ha hecho eco en medios de comunicación como Radio3 (Radio Nacional de España), ElDiario.es, o El Universal, por nombrar algunos.

## Obra
- Tuétano, Caracas: Fundación  Poeteca, 2018 (versión bilingüe en 2020, sello Ojos de Sol)
- Ayes del destierro, Madrid: Editorial Libero, 2021
- Aunque me extinga, Barcelona: Editorial Candaya, 2024

## Reconocimientos
La poesía de Crespo ha sido galardonada en distintos concursos literarios. Recibió el tercer puesto en el XVII Certamen de Jóvenes Creadores del Ayuntamiento de Salamanca (2016); ha sido finalista en el Concurso «Al aire de tu vuelo» de la Feria Internacional del Libro Universitario (FILUNI), organizada por la Universidad Nacional Autónoma de México y la Universidad de Salamanca (2017); así como en el  III Concurso Nacional de Poesía Joven Rafael Cadenas 2018. En 2024 recibió una mención honorífica en la edición IX del mismo galardón.